# Galactic Civilizations
Pour les articles homonymes, voir Galactic Civilizations.
Galactic Civilizations est un jeu de stratégie au tour par tour 4X, où l'espèce humaine part à la conquête de la galaxie, à la suite de la découverte d'une nouvelle technique permettant des voyages longues distances ultra rapides. Chemin faisant, elle entre en contact avec d'autres espèces intelligentes qui tendent à atteindre les mêmes buts qu'elle, ceci engendrant concurrence et conflit.
Ce jeu a une suite, Galactic Civilizations II: Dread Lords.

## Altarian Prophecy
Le jeu possède une extension sortie en 2004, Galactic Civilizations: Altarian Prophecy. Elle ajoute notamment deux races, les Dominion of the Korx et la Drath Legion.

## Accueil
| Galactic Civilizations |      |       |
| Média                  | Pays | Notes |
| Computer Gaming World  | US   | 4,5/5 |
| GameSpot               | US   | 84 %  |
| Gen4                   | FR   | 65 %  |
| IGN                    | US   | 82 %  |
| Jeuxvideo.com          | FR   | 14/20 |
| Joystick               | FR   | 7/10  |